# الجين MecA
الجين mecA هو جين موجود في الخلايا البكتيرية التي تسمح للبكتيريا أن تكون مقاومة للمضادات الحيوية مثل ميثيسيلين والبنسلين ومضادات حيوية أخرى تشبه البنسلين.
أشهر مثال بيحمل جين mecA هي البكتيريا المعروفة باسم البكتيريا العنقودية المقاومة للميثيسيلين (MRSA). في نوع مكورة عنقودية ، ينتشر mecA على العنصر الوراثي SCCmec. السلالات البكتيريه المقاومة هي المسؤولة عن العديد من الأمراض التي تنشأ في المستشفيات.
الجين mecA لا يسمح للبنيه الحلقيه للمضادات الحيوية الشبيهة بالبنسلين بالارتباط بالأنزيمات التي تساعد في تشكيل جدار الخلية للبكتيريا، وبالتالي يمكن للبكتيريا أن تتكرر كالمعتاد. يقع mecA على المكورات العنقودية كروموسوم SCCmec . يقوم الجين بتشفير البروتين PBP2A (بروتين ربط البنسلين 2A ) . لديه تقارب منخفض للمضادات الحيوية بيتا لاكتام مثل ميثيسيلين والبنسلين. وهذا يتيح نشاط Transpeptidase في وجود بيتا لاكتام، مما يمنعها من تثبيط تخليق جدار الخلية.

## التاريخ
ظهرت مقاومة الميثيسيلين ( مُضادٌّ حَيَويّ ) لأول مرة في المستشفيات حيث كانت البكتيريا العنقودية الذهبية أكثر عدوانية ولم تستجب للعلاج بالميثيسيلين الذي يقدمه الأطباء. على مر السنين، استمر معدل هذه السلالة من البكتيريا العنقودية الذهبية في الزيادة، ليصل إلى 60٪ في المستشفيات البريطانية، وانتشر في جميع أنحاء العالم ولا يقتصر على إعدادات المستشفى.